# Lundamo (przystanek kolejowy)
Lundamo – kolejowy przystanek osobowy w Lundamo, w okręgu Trøndelag w Norwegii, jest oddalony od Oslo Sentralstasjon o 514,78 km. Znajduje się na wysokości 34,3 m n.p.m.

## Ruch pasażerski
Należy do linii Dovrebanen, Jest elementem kolei aglomeracyjnej w Trondheim i obsługuje lokalny ruch do Røros, Trondheim S i Steinkjer. W ciągu dnia odchodzi z niej ok. 10 pociągów.

## Obsługa pasażerów
Wiata, poczekalnia, parking na 15 samochodów, parking rowerów, bankomat. Odprawa podróżnych odbywa się w pociągu.